# Dizy-le-Gros

Dizy-le-Gros este o comună în departamentul Aisne din nordul Franței. În 1 ianuarie 2022 avea o populație de 722 de locuitori.